# St. Johannes Baptist (Großkonreuth)

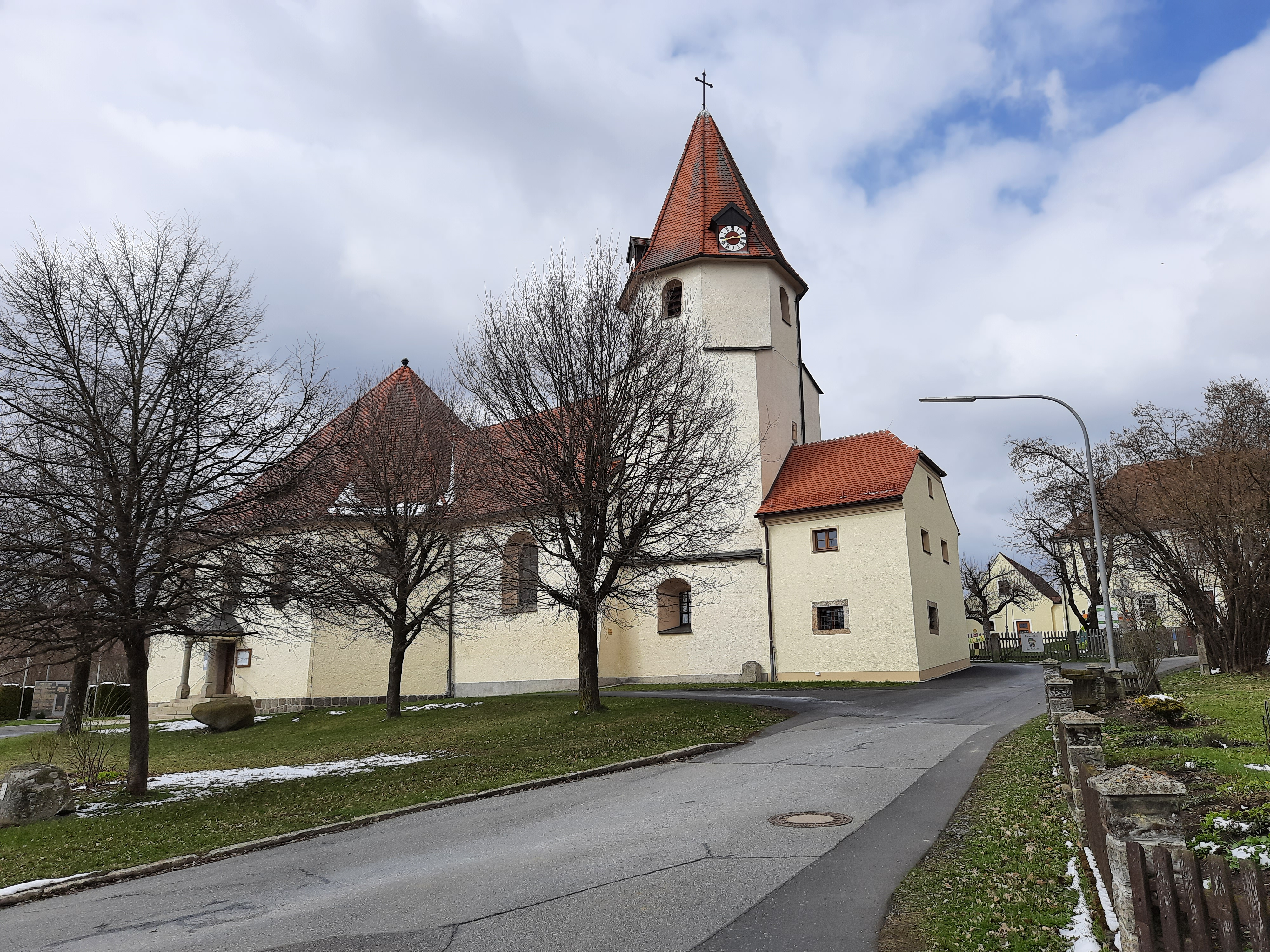
St. Johannes Baptist in Großkonreuth

Die römisch-katholische, denkmalgeschützte Pfarrkirche St. Johannes Baptist steht in Großkonreuth, einem Gemeindeteil des Marktes Mähring im Landkreis Tirschenreuth der Oberpfalz. Die Kirche gehört zum Dekanat Tirschenreuth des Bistums Regensburg. Das Bauwerk ist unter der Denkmalnummer D-3-77-139-29 als Baudenkmal in die Bayerische Denkmalliste eingetragen.

## Beschreibung
Der quadratische Chorturm im Osten der Saalkirche ist mittelalterlichen Ursprungs. In seinem achteckigen Obergeschoss steht der Glockenstuhl. An den Dachgauben seines achtseitigen Zeltdaches sind vier Zifferblätter der Turmuhr angebracht. Das ursprüngliche Langhaus von 1726 wurde 1927 im Westen mit einem neobarocken achteckigen Anbau erweitert, auf dessen Südseite sich das Portal befindet. Der Innenraum des Anbaus ist mit einem Muldengewölbe aus Rabitz überspannt. Als Deckenmalerei wurde 1953 von Josef Wittmann ein Fresko geschaffen, das u. a. die Enthauptung des Johannes und die Taufe Jesu zeigt. Die Kirchenausstattung entstand um 1726. Auf dem Retabel des Hochaltars, das von Statuen des heiligen Petrus und des heiligen Paulus flankiert wird, ist wie in dem Fresko die Taufe Jesu im Jordan dargestellt.